# 橘貞雄
橘 貞雄（たちばな の さだお）は、平安時代初期の貴族。姓は朝臣。官位は従五位上・宮内大輔。

## 経歴
承和7年（840年）従五位下に叙爵。仁明朝での任官状況は明らかでないが、斉衡3年（856年）宮内少輔に任ぜられると、のち兵部少輔・宮内大輔と文徳朝の後半に京官を歴任している。この間の天安2年（858年）正月に従五位上に叙せられ、同年8月の文徳天皇の葬儀にあたって、養役夫司を務めている。

## 官歴
『六国史』による。
- 時期不詳：正六位上
- 承和7年（840年） 正月7日：従五位下
- 斉衡3年（856年） 12月14日：宮内少輔
- 天安元年（857年） 6月25日：兵部少輔
- 天安2年（858年） 正月7日：従五位上。2月5日：宮内大輔。8月27日：養役夫司